# Ipomoea piurensis

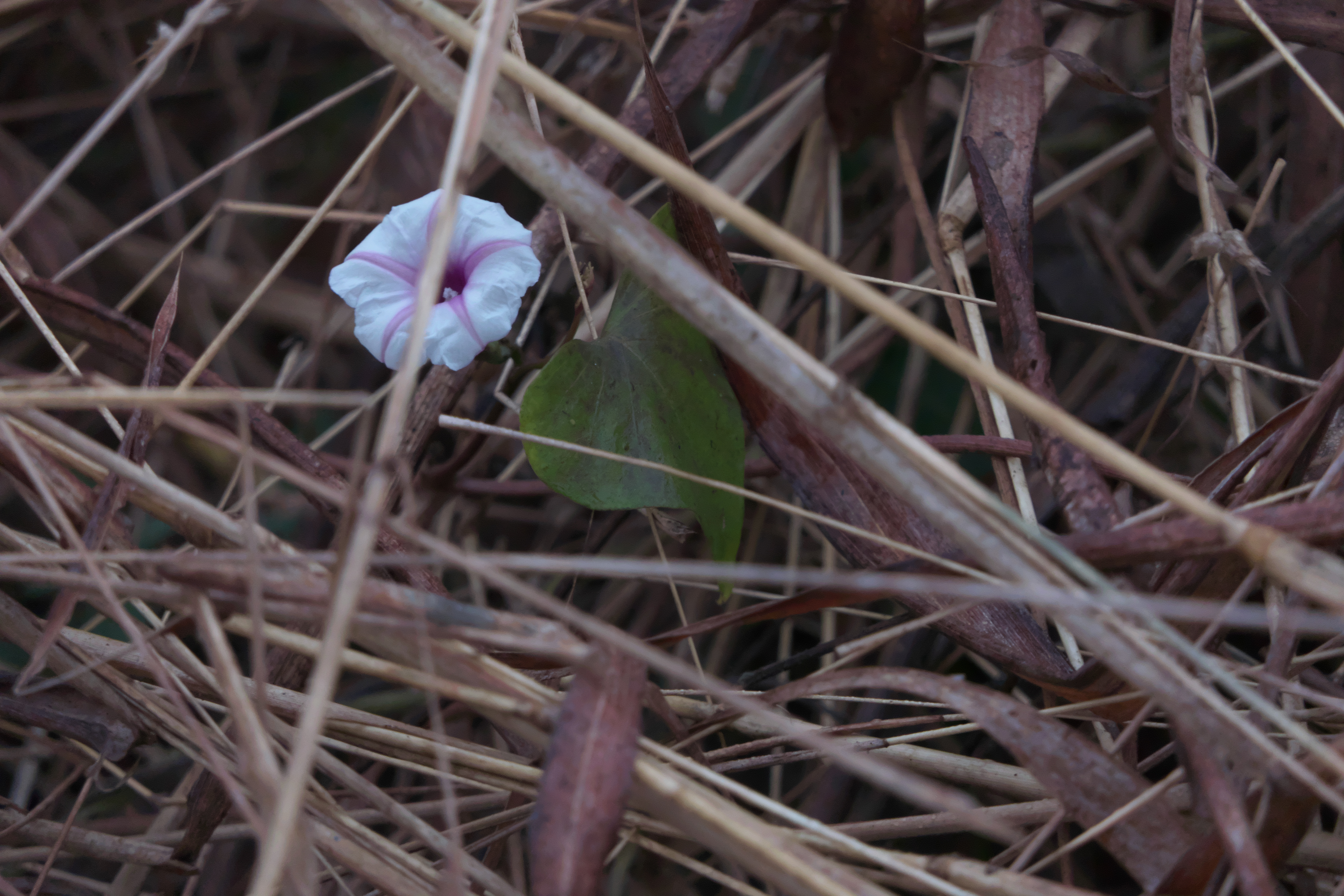
Ipomoea piurensis

Ipomoea piurensis ist eine Pflanzenart aus der Gattung der Prunkwinden (Ipomoea) aus der Familie der Windengewächse (Convolvulaceae). Die Art ist in Südamerika und Afrika verbreitet. Bach R. Govaerts muss sie den Namen Ipomoea acanthocarpa (Choisy) Asch. & Schweinf. tragen.

## Beschreibung
Ipomoea piurensis ist eine wenig verzweigte einjährige Pflanze, deren Hauptsprossachse zunächst aufrecht, später niederliegend oder windend wächst. Die Zweige haben einen Durchmesser von 1 bis 3 mm und sind unbehaart oder gelegentlich an den Knoten behaart. Die Internodien haben eine Länge von 1,5 bis 10 cm. Die Wurzel wächst senkrecht nach unten. Die Blattstiele haben eine Länge von 1 bis 9 cm, die Blattspreite ist 3 bis 7 cm lang und 2 bis 6 cm breit, eiförmig und gelegentlich je Seite im unteren Bereich mit ein bis drei Zähnen besetzt. Nach vorn sind sie spitz bis zugespitzt, nur selten abgestumpft und stachelspitzig. Die Unterseite kann nahe der herzförmigen Basis leicht behaart sein.
Die Blütenstände sind nichtverzweigende Zymen aus zwei oder drei Blüten, selten steht eine Blüte einzeln. Die Blütenstandsstiele sind kräftig und 1 bis 6 cm lang und nur undeutlich oder gar nicht behaart. Tragblätter und Vorblätter sind eiförmig, abgestumpft bis zugespitzt, stachelspitzig und 2 bis 3 mm bzw. 1 bis 2 mm lang. Die Blütenstiele sind kräftig, 3 bis 6 mm lang. Die Kelchblätter sind 5 bis 9 mm lang und 3,5 bis 6 mm breit, unbehaart, stachelspitzig, abgestumpft und elliptisch, die inneren können auch nahezu eiförmig sein. Die Krone ist 20 bis 22 mm lang, unbehaart und meist weiß gefärbt, selten ist die Innenseite violett gefärbt. Die Staubblätter kommen in zwei Längen vor und sind 14 bis 15 mm bzw. 12 bis 13 mm lang. Die Staubbeutel sind 2 mm lang. Der Fruchtknoten ist eiförmig, unbehaart und trägt einen 11 mm langen Griffel, der wiederum kugelförmige Narben trägt.
Die Früchte sind 9 bis 10 mm durchmessende Kapseln, die eine 2 bis 3 mm lange Spitze besitzen. Sie sind zweikammerig, der obere Teil ist jedoch in vier Kammern geteilt. Die Früchte werden von zurückgebogenen und auffällig faltigen Kelchblättern begleitet und enthalten graue, 6 bis 7 mm lange und lang wollig behaarte Samen.

## Verbreitung
Die Art kommt von Costa Rica bis ins tropische Südamerika und von den Kapverden bis Äthiopien vor.